# Little Falls (Nowy Jork)
Little Falls – miasto w Stanach Zjednoczonych, w stanie Nowy Jork, w hrabstwie Herkimer.